# Tehnički death metal
Tehnički death metal (nazivan i tech death te progresivni death metal) je glazbeni podžanr death metala koji se temelji na kompleksnim ritmovima, riffovima i strukturama pjesmi. 
Prvim sastavima koji su započeli s ovim žanrom smatraju se Death, Atheist i Cynic. Upravo se Death sa svojim četvrtim albumom Human te kasnijim izdanjima smatra najutjecajnijim tehničkim death metal sastavom. Važnim izdanjem smatra se i album Effigy of the Forgotten sastava Suffocation koji je više fokusiran na brzinu te brutalnost. Osim navedenih, važnijim predstavnicima smatraju se i kanadski sastav Cryptopsy, poljski Decapitated, te švedski Opeth.

## Sastavi
| Sastav              | Država     | Osnovan |
| ------------------- | ---------- | ------- |
| Aborted             | Belgija    | 1995.   |
| Aeon                | Švedska    | 1999.   |
| Arsis               | SAD        | 2000.   |
| Atheist             | SAD        | 1984.   |
| Born of Osiris      | SAD        | 2003.   |
| Cerebral Bore       | UK         | 2006.   |
| Coprofago           | Čile       | 1993.   |
| Cryptopsy           | Kanada     | 1992.   |
| Cynic               | SAD        | 1987.   |
| Death               | SAD        | 1983.   |
| Decapitated         | Poljska    | 1996.   |
| Despised Icon       | Kanada     | 2002.   |
| Dying Fetus         | SAD        | 1991.   |
| Fleshgod Apocalypse | Italija    | 2007.   |
| Gojira              | Francuska  | 1996.   |
| Gorguts             | Kanada     | 1989.   |
| Hour of Penance     | Italija    | 1999.   |
| Meshuggah           | Švedska    | 1987.   |
| Necrophagist        | Njemačka   | 1992.   |
| Nile                | SAD        | 1993.   |
| Odious Mortem       | SAD        | 1998.   |
| Opeth               | Švedska    | 1990.   |
| Psycroptic          | Australija | 1999.   |
| Quo Vadis           | Kanada     | 1993.   |
| Spawn of Possession | Švedska    | 1997.   |
| Suffocation         | SAD        | 1989.   |